# Kozma Soldatenkov
Kozma Terentievitch Soldatenkov ou Soldationkov (en russe : Козьма Терентьевич Солдатёнков), né le 10 (22) octobre 1818 à Moscou et mort le 19 mai (1er juin) 1901 à Kountsevo (aujourd'hui partie de Moscou), est un entrepreneur russe du XIXe siècle qui fut éditeur et collectionneur d'œuvres d'art. Il était surnommé par ses contemporains Côme de Médicis (Kozma signifie Côme en russe). 

## Biographie
Il naît à Moscou dans une famille de marchands vieux-croyants ayant fait fortune dans le textile, la cotonnerie et le papier. Kozma Soldatenkov ne reçoit pas d'éducation supérieure, mais devient par lui-même un homme de grande culture. Il prend la tête de l'entreprise familiale après la mort de son frère aîné, Ivan, en 1852.
À la fin des années 1840, il commence à rassembler une grande collection de tableaux de peintres russes, parmi lesquels Karl Brioullov, Alexandre Ivanov, Vassili Perov, Pavel Fedotov, Henryk Siemiradzki etc., conseillé par Pavel Botkine et Alexandre Ivanov. Il reçoit à cette époque le surnom de « Côme de Médicis ».
C'est aussi un entrepreneur prospère qui, outre la manufacture de textile familiale, gère la Compagnie des papeteries Kreenholm de Narva (cofondée avec Alexeï Khloudov et Ludwig Knoop), devient membre du conseil d'administration de la banque d'escompte de Moscou en 1869 et de la manufacture de textile, la Compagnie Albert Grüner, en 1871 et actionnaire de la manufacture de Savva Morozov. Il est également membre du tribunal de commerce de 1854 à 1858, membre du comité de la Bourse de Moscou de 1855 à 1858, membre du département moscovite du conseil du commerce et de l'industrie, élu à la Société des marchands de Moscou, fait partie du conseil municipal de la ville de 1863 à 1873.
Dans le domaine des arts et de la culture, il est membre du conseil d'honneur du musée des arts et de l'industrie à partir de 1865 et de celui des Cours féminins Guerrier et soutient financièrement en 1894 la fondation du musée Alexandre III (aujourd'hui musée Pouchkine) dirigé par Ivan Tsvetaïev, père de la future poétesse Marina Tsvetaïeva. Il fait partie des fondateurs d'une maison d'édition et d'une librairie en 1857 baptisées de son nom qui publie entre autres les œuvres de Belinski et de Kavéline et de nombre d'historiens russes et européens. 
Il fait partie aussi de plusieurs comités et associations de bienfaisance, dont celui de la clinique Basmann, et fonde la Société Soldatenkov pour venir en aide à une centaine d'habitants nécessiteux de Moscou qu'il installe dans un bâtiment du centre-ville avec un fonds de gestion de quinze mille roubles. C'est également un pilier de la communauté des vieux-croyants de Moscou, dont il soutient les œuvres. Il habitait depuis 1857 dans un hôtel particulier au numéro 37 de la rue Miasnitskaïa reconstruit après l'incendie de Moscou par Joseph Bové, puis réaménagé par Alexandre Rezanov.
Il est enterré au cimetière Rogojskoïe. Sa tombe a été détruite à l'époque soviétique.
Sa bibliothèque de huit mille tomes et de quinze mille exemplaires de revues et journaux a été léguée par testament, ainsi que ses deux cent cinquante-huit tableaux et dix-sept sculptures, au musée Roumiantsev. Lorsque ce dernier a été fermé en 1924, sa collection a été versée à la galerie Tretiakov et au musée Russe. Une partie de ses icônes est léguée à l'église des vieux-croyants du cimetière Rogojskoïe. En conformité avec son testament spirituel, une école d'apprentissage (du nom de Soldatenkov) est fondée en 1909 et une clinique pour nécessiteux à Moscou.

## Source
- (ru) Cet article est partiellement ou en totalité issu de l’article de Wikipédia en russe intitulé « Солдатёнков, Козьма Терентьевич » (voir la liste des auteurs).